# Typhis
Typhis – rodzaj ślimaków morskich z rodziny rozkolcowatych (Muricidae).

## Gatunki
Rodzaj Typhis obejmuje następujące gatunki:
- Typhis acanthopterus Tate, 1888 †
- Typhis aculeatus Vella, 1961 †
- Typhis adventus Vella, 1961 †
- Typhis bantamensis Oostingh, 1933 †
- Typhis chattonensis P.A. Maxwell, 1971 †
- Typhis clifdenensis Vella, 1961 †
- Typhis cuniculosus Duchâtel in Bronn, 1848 †
- Typhis gabbi A.P. Brown & Pilsbry, 1911 †
- Typhis hebetatus F.W. Hutton, 1877 †
- Typhis maccoyi Tenison Woods, 1876 †
- Typhis phillipensis R.B. Watson, 1883[2]
- Typhis planus Vella, 1961 †
- Typhis ramosus T. Habe & Kosuge, 1971
- Typhis tubifer (Bruguière, 1792) †
- Typhis wellsi Houart, 1985
- Typhis westaustralis Houart, 1991